# Maurice Mosa
Pour les articles homonymes, voir Mosa.
Maurice Mosa dit Mosa est un footballeur puis entraîneur malgache, mort le 1er août 2013 à Analamahitsy à l'âge de 65 ans.
Il dirige à deux reprises la sélection malgache avec qui il remporte les Jeux des îles de l'océan Indien en 1990 et en 1993.

## Biographie
Il devient en février 2011 le sélectionneur des Baréa, succédant au Français Jean-Paul Rabier,. Il est démis de ses fonctions en septembre, à la suite de la pauvre performance de la sélection aux Jeux des îles de l'Océan indien.
Il meurt à son domicile à Analamahitsy à la suite d'une chute,,.